# Stingray (album)
 (décembre 2023).
Si vous disposez d'ouvrages ou d'articles de référence ou si vous connaissez des sites web de qualité traitant du thème abordé ici, merci de compléter l'article en donnant les références utiles à sa vérifiabilité et en les liant à la section « Notes et références ».
Stingray est un album de Joe Cocker, sorti en avril 1976.
Livré en pleine vague Disco, il passera relativement inaperçu, n'atteignant que la 70e place dans le Billboard 200 alors qu'il est aujourd'hui considéré comme l'un des meilleurs albums du natif de Sheffield.
Enregistré à Kingston en Jamaïque, il bénéficie notamment du concours des membres du groupe Stuff, alors parmi les musiciens de session les plus sollicités. 
L'album contient une des rares chansons écrites par Joe Cocker sur une musique du pianiste et claviériste Richard Tee, Born thru indifference. 

## Titres
1. The Jealous Kind (Bobby Charles)
2. I broke down (Matthew Moore)
3. You came along (Bobby Charles)
4. Catfish (Bob Dylan, Jacques Levy)
5. Moon dew (Matthew Moore)
6. The man in me (Bob Dylan)
7. She's my lady (George Clinton)
8. Worrier (Matthew Moore)
9. Born thru indifference (Joe Cocker, Richard Tee)
10. A song for you (Leon Russell)

## Personnel
- Joe Cocker – chant
- Cornell Dupree – guitare (1)
- Albert Lee – guitare (3)
- Eric Gale – guitare (4, 7), arrangements (4)
- Eric Clapton – guitare (8)
- Gordon Edwards – basse
- Aston « Familyman » Barrett ; basse (6)
- Richard Tee – claviers, arrangements (1-5, 7-10), orgue (5)
- Steve Gadd – batterie, percussions
- Carlton 'Carlie' Barrett; batterie (6)
- Felix "Falco" Falcon – congas (1, 2)
- Sam Rivers – saxophone soprano (1)
- Rob Fraboni – arrangements (4, 6)
- Tyrone Downie – arrangements (6)
- Peter Tosh – arrangements (6)
- Lani Groves – chœurs (2, 6, 7)
- Phylliss Lindsey – chœurs (2, 6, 9)
- Maxine Willard Waters – chœurs (2, 6)
- Deniece Williams – chœurs (2, 6)
- Patti Austin – chœurs (7, 9)
- Brenda White – chœurs (7, 9)
- Bonnie Bramlett – chœurs (8)
- Gwen Guthrie – chœurs (9)

## Équipe technique
- Rob Fraboni : producteur
- Marco Aglietti : producteur associé
- Bob Case : ingénieur du son
- Baker Bigsby : ingénieur du son
- Bernie Grundman : mastering